# کراکس
کراکس (انگلیسی: Crocs) شرکت پوشاک آمریکایی است، که در سال ۲۰۰۲ تأسیس شد.